# Chlorochrysa calliparaea
Tangará-d'orelhas-laranja ou saí-de-orelha-laranja (Chlorochrysa calliparaea) é uma espécie de ave da família Thraupidae.
Os seus habitats naturais são regiões subtropicais ou tropicais húmidas de alta altitude. A espécie é geralmente encontrada na Bolívia, Colômbia, Equador, Peru e Venezuela.